# サンドロ・アジナリ
サンドロ・アジナリ（Sandro Asinari, 1969年 - ）は、現代クレモナのヴァイオリン製作者。赤く燃えるようなクレモナオレンジのニス、完成された美しさと伸びやかな音色は、世界中のプレーヤーに賞賛されている大人気の製作家。曲線の美しさには目を見張るものがあり、アジナーリ特有の美しい雰囲気を漂わせたヴァイオリンです。

## 略歴
1969年にクレモナのCasalmaggioreに生まれる。手で作る仕事にあこがれ、14歳でクレモナのヴァイオリン製作学校Scuola Internazionale di Liuteria di Cremona (I.P.I.A.L.L.)に入学、マッシモ・ネグローニ(Massimo Negroni)、ヴァンナ・ザンベッリ(Wanna Zambelli)各氏に師事。1987年にヴァイオリン製作学校を卒業。そのすぐ後に、マエストロ　ジョ・バッタ・モラッシ(Gio Batta Morassi)が指導するC.E.E.学校に入学し、より高い技術を習得し、1991年にクレモナに工房を開く。

- 1991年Bavenoコンペティションのヴァイオリン部門にて第2位、同時に若い優秀な製作者に贈られるベルタ賞も受賞する。
- 1993年Bavenoコンペティションのヴァイオリン部門にて第1位。
- 1995年Bavenoコンペティションのヴィオラの部門にて第2位、ベストサウンド部門にて "Turris"受賞。
- 1996年Bagnocavalloコンペティションのヴァイオリン部門ファイナリスト。
- 1997年Bavevoコンペティションのチェロ部門にて第3位と最優秀工作技術"Pro-Loco”賞受賞。
- 2001年Bavenoコンペティションのニス部門にて"Conia"賞受賞。
- 2003年第10回クレモナ（イタリア）のトリエンナーレ（Triennale）弦楽器製作コンクール‧ヴィオラ部門で佳作賞を受賞。
- 2006年第11回ヴィエニャフスキ国際ヴァイオリン製作コンクール（ポーランド）では第2位を受賞。
- 2008年第3回スロヴァキアのヴィオリーノ・アルヴェンシス (VIOLINO ARVENZIS) 国際ヴァイオリン製作コンクールで総合1位を受賞。

その他、数多くの国内・国際コンクールに参加する。Mittenvwald（ドイツ）、Parigi（フランス）、Nacod（チェコ）の他、Mosca（ロシア）、Bagnacavallo（イタリア）、Dolny Kubin（スロバキア）ではファイナリストに残る。

クレモナ国際ヴァイオリン製作学校で講師としてネック専門コースを受けもつ。現在、Consorzio Liutai ｅ Archettai Antonio Stradivari di Cremona とALIのメンバーであり　ALIでは書記を務める。
クレモナ黄金期の巨匠たちからの伝統を受け継ぎ、そして創造性や個性をも重視した楽器作りをしている。彼の楽器の音は、全世界の（特に日本、アメリカ、台湾）オーケストラや音楽院の教授・学生から、イタリア製の中でも高い評価を得ている。